# Acy-Romance
Acy-Romance est une commune française, située dans le département des Ardennes en région Grand Est.

## Géographie

### Hydrographie
La commune est dans la région hydrographique « la Seine du confluent de l'Oise (inclus) à l'embouchure » au sein du bassin Seine-Normandie. Elle est drainée par le canal des Ardennes  (versant Aisne), l'Aisne et le cours d'eau 01 de la commune de Sault-lès-Rethel,.
Le canal des Ardennes (versant Aisne), d'une longueur de 57 km, est un chenal et un cours d'eau naturel navigable qui a son origine dans la commune de Dom-le-Mesnil et se jette dans le canal latéral à l'Aisne à Vieux-lès-Asfeld, après avoir traversé vingt-quatre communes. Il traverse la commune dans sa partie nord sur une longueur d'environ 2,3 km.
L'Aisne est un cours d'eau naturel navigable de 256 km de longueur, traversant les cinq départements Meuse, Marne, Ardennes, Aisne, Oise. Elle est un affluent de rive gauche de l'Oise, ce qui fait d'elle un sous-affluent de la Seine. Elle longe la commune sur son flanc nord sur une longueur d'environ 1,6 km.

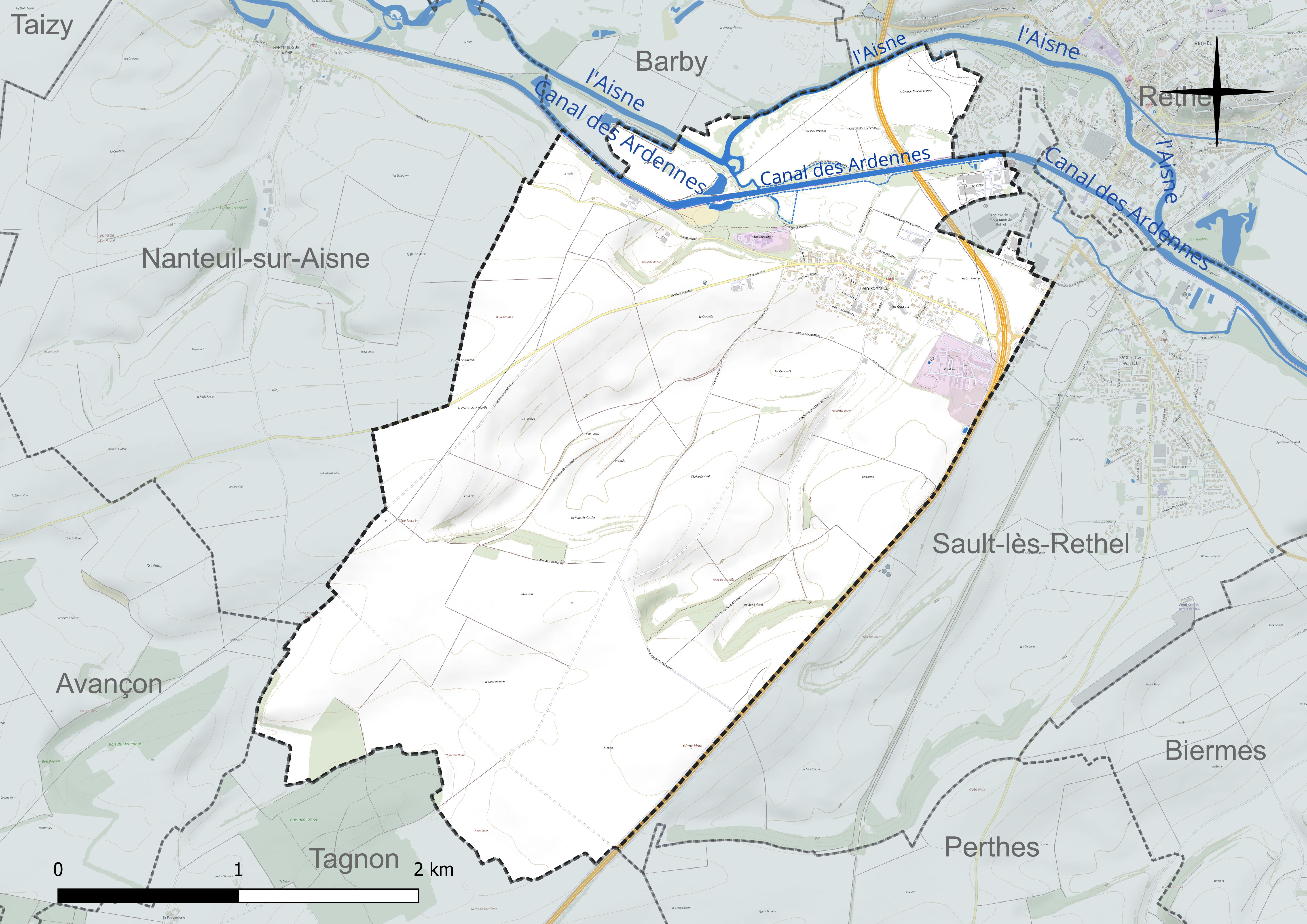
Réseaux hydrographique d'Acy-Romance.

Un plan d'eau complète le réseau hydrographique : Valrençeau (0,8 ha),.

### Climat
Pour des articles plus généraux, voir Climat du Grand Est et Climat des Ardennes.
En 2010, le climat de la commune est de type climat océanique dégradé des plaines du Centre et du Nord, selon une étude du Centre national de la recherche scientifique s'appuyant sur une série de données couvrant la période 1971-2000. En 2020, Météo-France publie une typologie des climats de la France métropolitaine dans laquelle la commune est exposée à un climat océanique altéré et est dans la région climatique Nord-est du bassin Parisien, caractérisée par un ensoleillement médiocre, une pluviométrie moyenne régulièrement répartie au cours de l’année et un hiver froid (3 °C).
Pour la période 1971-2000, la température annuelle moyenne est de 10,3 °C, avec une amplitude thermique annuelle de 15,9 °C. Le cumul annuel moyen de précipitations est de 723 mm, avec 11,7 jours de précipitations en janvier et 8,4 jours en juillet. Pour la période 1991-2020, la température moyenne annuelle observée sur la station météorologique de Météo-France la plus proche, « Juniville », sur la commune de Juniville à 12 km à vol d'oiseau, est de 10,8 °C et le cumul annuel moyen de précipitations est de 704,4 mm. 
La température maximale relevée sur cette station est de 41,3 °C, atteinte le 25 juillet 2019 ; la température minimale est de −22,1 °C, atteinte le 13 janvier 1968,,.
Les paramètres climatiques de la commune ont été estimés pour le milieu du siècle (2041-2070) selon différents scénarios d'émission de gaz à effet de serre à partir des nouvelles projections climatiques de référence DRIAS-2020. Ils sont consultables sur un site dédié publié par Météo-France en novembre 2022.

## Urbanisme

### Typologie
Au 1er janvier 2024, Acy-Romance est catégorisée petite ville, selon la nouvelle grille communale de densité à 7 niveaux définie par l'Insee en 2022.
Elle appartient à l'unité urbaine de Rethel, une agglomération intra-départementale dont elle est une commune de la banlieue,. Par ailleurs la commune fait partie de l'aire d'attraction de Reims, dont elle est une commune de la couronne,. Cette aire, qui regroupe 294 communes, est catégorisée dans les aires de 200 000 à moins de 700 000 habitants,.

### Occupation des sols
L'occupation des sols de la commune, telle qu'elle ressort de la base de données européenne d’occupation biophysique des sols Corine Land Cover (CLC), est marquée par l'importance des territoires agricoles (93,2 % en 2018), une proportion sensiblement équivalente à celle de 1990 (93,7 %). La répartition détaillée en 2018 est la suivante : 
terres arables (81,5 %), prairies (9,3 %), zones urbanisées (4,9 %), zones agricoles hétérogènes (2,4 %), zones industrielles ou commerciales et réseaux de communication (1,1 %), forêts (0,8 %), espaces verts artificialisés, non agricoles (0,1 %). L'évolution de l’occupation des sols de la commune et de ses infrastructures peut être observée sur les différentes représentations cartographiques du territoire : la carte de Cassini (XVIIIe siècle), la carte d'état-major (1820-1866) et les cartes ou photos aériennes de l'IGN pour la période actuelle (1950 à aujourd'hui).

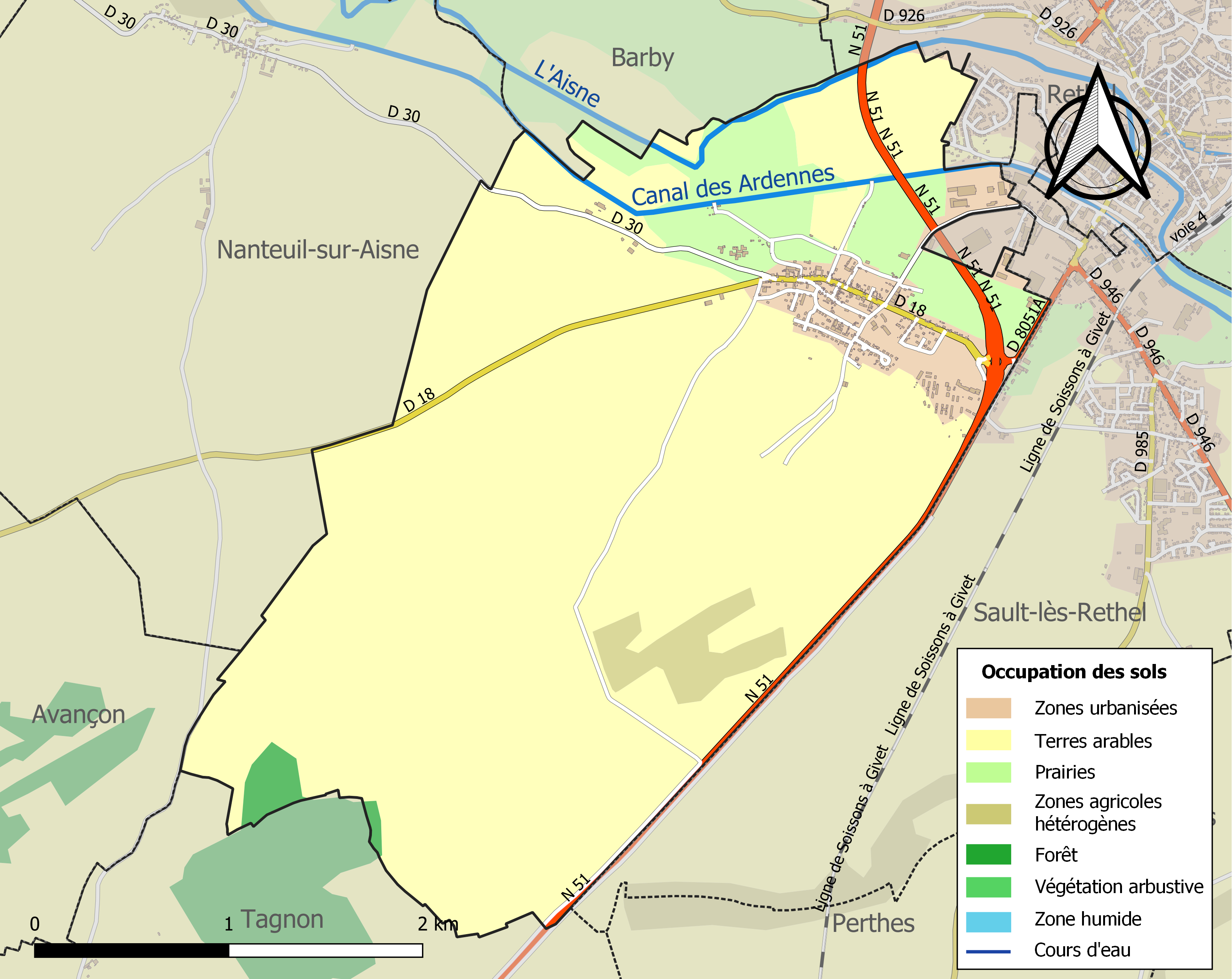
Carte des infrastructures et de l'occupation des sols de la commune en 2018 (CLC).

## Toponymie
Cette localité tient son deuxième nom de la famille qui acquit la seigneurie en 1750. Une ordonnance royale du 19 août 1831 autorisa Acy-Romance à reprendre son ancien nom d’Acy. Le 3 avril 1962 le Premier Ministre signe un décret dans lequel la commune d'Acy est autorisée dorénavant à porter le nom d'Acy-Romance.

## Histoire

### Antiquité

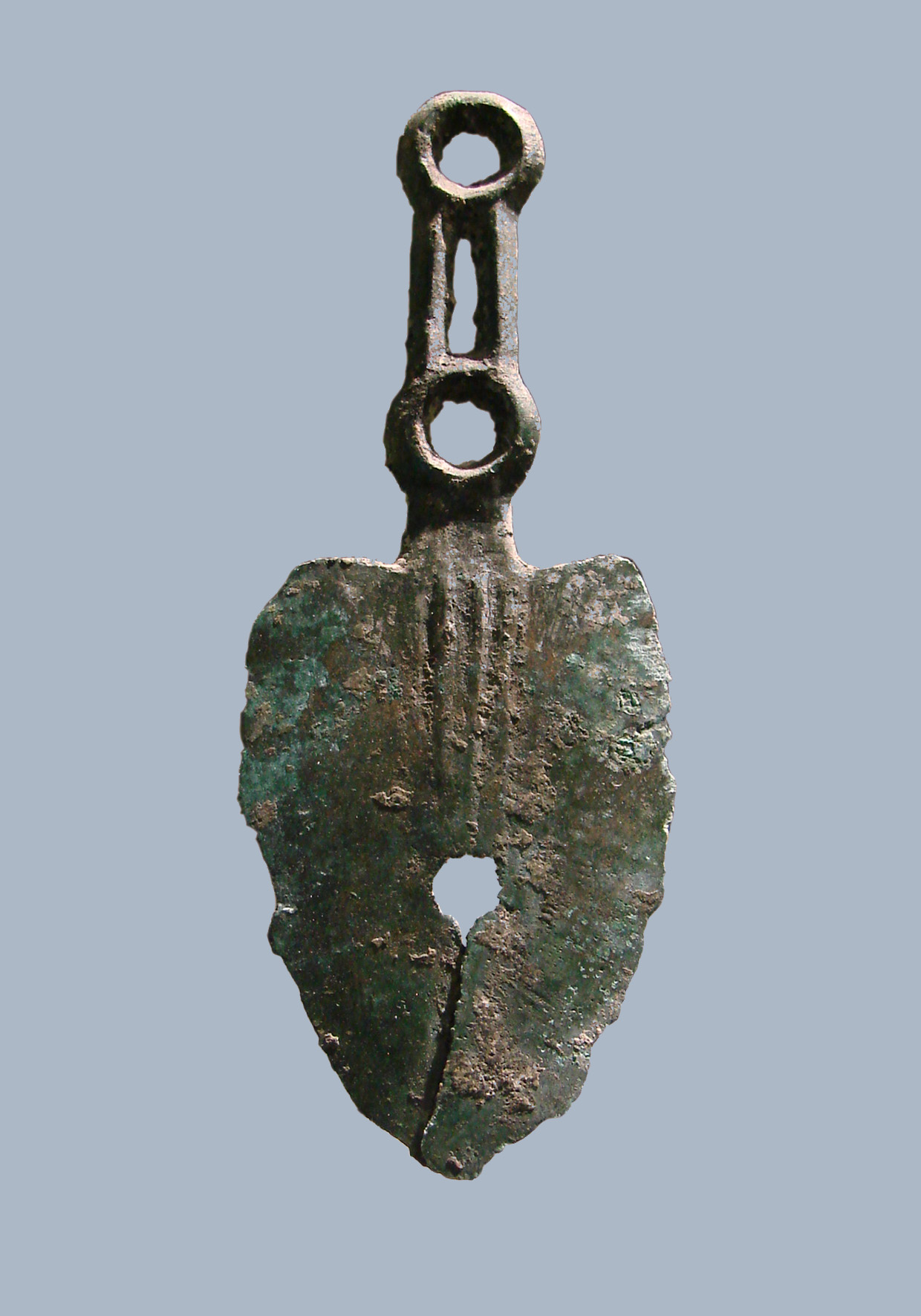
Rasoir d'Acy-Romance au musée de l'Ardenne.

Découvert par prospections aériennes en 1979, le site protohistorique sur le plateau est fouillé à partir de 1983, et jusqu'en 2003. Les travaux sont dirigés, entre autres, par Bernard Lambot. Il a d'abord été mis au jour un habitat, une nécropole, des sépultures, trois sanctuaires, des poteries, des outils, etc. Le site a été occupé de l'âge du bronze final jusqu'au début du IIe siècle. Les pratiques d'inhumation révèlent un rite sacrificiel dans lequel vingt individus ont été momifiés.

### Depuis leXIIesiècle
La seigneurie d'Acy est attestée au XIIe siècle. Elle appartient dès le Moyen Âge à des seigneurs particuliers. Au XVIIe siècle la seigneurie est en partie propriété des Colbert.
En 1750, Hugues-Étienne de Romance, comte d'Auteuil et seigneur de Mesmont, acquiert de Léon de Maugras la seigneurie d'Acy. En 1752, Louis XV, par lettres patentes érige cette terre en marquisat en hommage et marque d'estime à la famille de Romance fidèlement attachée au roi : « Communons et Changeons ledit nom d'Acy en celui de Romance ». Le village prend le nom de Romance.
Il y avait un château qui était « à la portée du canon de la place » de Rethel. Le 29 décembre 1770, Hugues-Étienne de Romance (mort le 17 juillet 1775) fait aveu et dénombrement à Jeanne Louis Durfort de Duras, duchesse de Mazarin de la lettre et marquisat de Romance. Un cahier de cinquante feuillets avec inventaire, de 1778, fait découvrir la demeure seigneuriale comprenant une riche bibliothèque et œuvres d'art. Le 8 décembre 1790, un arrêté du directoire du district de Rethel autorise la commune à reprendre son ancien nom d'Acy sans que le nom de Romance y figurât.
En 1792, le sieur Godefroy de Romance ne justifiant pas de sa résidence en France, il est décidé de séquestrer les biens du marquis et la marquise de Romance est incarcérée pendant huit mois. La Révolution détruit le château. Le frère du marquis Germain-Hyacinthe de Romance émigre lui aussi.
Le 12 mai 1831, Le conseil municipal d'Acy proteste contre l'envoi par la préfecture d'un timbre portant le nom de Acy-Romance. Le 29 août de la même année, le roi Louis-Philippe rend une ordonnance à ce sujet et la commune reprend son ancien nom, Acy, jusqu'en 1921.
À partir du 16 février 1922 apparaît dans le registre des délibérations du conseil municipal un timbre officiel portant le nom de Acy-Romance. Le 1er décembre 1951, dans une délibération, le conseil municipal, sur proposition du préfet des Ardennes, décide que l'ancienne désignation de Acy appliquée à la commune sera remplacée par celle de Acy-Romance. Le Premier Ministre signe un décret le 3 avril 1962 dans lequel la commune d'Acy est autorisée dorénavant à porter le nom d'Acy-Romance.

## Politique et administration

### Liste des maires
| Période    | Période  | Identité         | Étiquette | Qualité                                                   |
| ---------- | -------- | ---------------- | --------- | --------------------------------------------------------- |
| 1876       |          | Arnould          |           |                                                           |
| avant 1981 | ?        | Georges Desiront |           |                                                           |
| 2001       | mai 2020 | Joseph Afribo    | DVD       | Conseiller général puis départemental du canton de Rethel |
| mai 2020   | En cours | Gérard Desiront  |           | Ancien ouvrier                                            |

## Démographie

### Évolution démographique
L'évolution du nombre d'habitants est connue à travers les recensements de la population effectués dans la commune depuis 1793. Pour les communes de moins de 10 000 habitants, une enquête de recensement portant sur toute la population est réalisée tous les cinq ans, les populations de référence des années intermédiaires étant quant à elles estimées par interpolation ou extrapolation. Pour la commune, le premier recensement exhaustif entrant dans le cadre du nouveau dispositif a été réalisé en 2004.
En 2022, la commune comptait 490 habitants, en évolution de +12,64 % par rapport à 2016 (Ardennes : −2,97 %, France hors Mayotte : +2,11 %).
| 1793 | 1800 | 1806 | 1821 | 1831 | 1836 | 1841 | 1846 | 1851 |
| ---- | ---- | ---- | ---- | ---- | ---- | ---- | ---- | ---- |
| 441  | 455  | 432  | 490  | 511  | 588  | 636  | 675  | 625  |

| 1866 | 1872 | 1876 | 1881 | 1886 | 1891 | 1896 | 1901 | 1906 |
| ---- | ---- | ---- | ---- | ---- | ---- | ---- | ---- | ---- |
| 508  | 486  | 503  | 505  | 488  | 467  | 407  | 341  | 335  |

| 1911 | 1921 | 1926 | 1931 | 1936 | 1946 | 1954 | 1962 | 1968 |
| ---- | ---- | ---- | ---- | ---- | ---- | ---- | ---- | ---- |
| 310  | 211  | 402  | 333  | 332  | 372  | 803  | 491  | 488  |

| 1975 | 1982 | 1990 | 1999 | 2004 | 2006 | 2009 | 2014 | 2019 |
| ---- | ---- | ---- | ---- | ---- | ---- | ---- | ---- | ---- |
| 479  | 484  | 472  | 443  | 494  | 483  | 437  | 444  | 467  |

| 2022 | - | - | - | - | - | - | - | - |
| ---- | - | - | - | - | - | - | - | - |
| 490  | - | - | - | - | - | - | - | - |

### Pyramide des âges
En 2021, le taux de personnes d'un âge inférieur à 30 ans s'élève à 25,4 %, soit en dessous de la moyenne départementale (32,7 %). À l'inverse, le taux de personnes d'âge supérieur à 60 ans est de 33,5 % la même année, alors qu'il est de 29,2 % au niveau départemental.
En 2021, la commune comptait 256 hommes pour 236 femmes, soit un taux de 52,03 % d'hommes, légèrement supérieur au taux départemental (48,85 %).
Les pyramides des âges de la commune et du département s'établissent comme suit :
| Hommes | Classe d’âge | Femmes |
| ------ | ------------ | ------ |
| 0,8    | 90 ou +      | 1,8    |
| 5,8    | 75-89 ans    | 11,4   |
| 25,6   | 60-74 ans    | 21,4   |
| 26,6   | 45-59 ans    | 22,0   |
| 15,1   | 30-44 ans    | 18,5   |
| 14,3   | 15-29 ans    | 10,2   |
| 11,8   | 0-14 ans     | 14,5   |

| Hommes | Classe d’âge | Femmes |
| ------ | ------------ | ------ |
| 0,6    | 90 ou +      | 1,9    |
| 7,1    | 75-89 ans    | 10,1   |
| 19     | 60-74 ans    | 19,5   |
| 21     | 45-59 ans    | 20,3   |
| 17,5   | 30-44 ans    | 17,3   |
| 16,6   | 15-29 ans    | 14,2   |
| 18     | 0-14 ans     | 16,6   |

## Culture locale et patrimoine

### Lieux et monuments

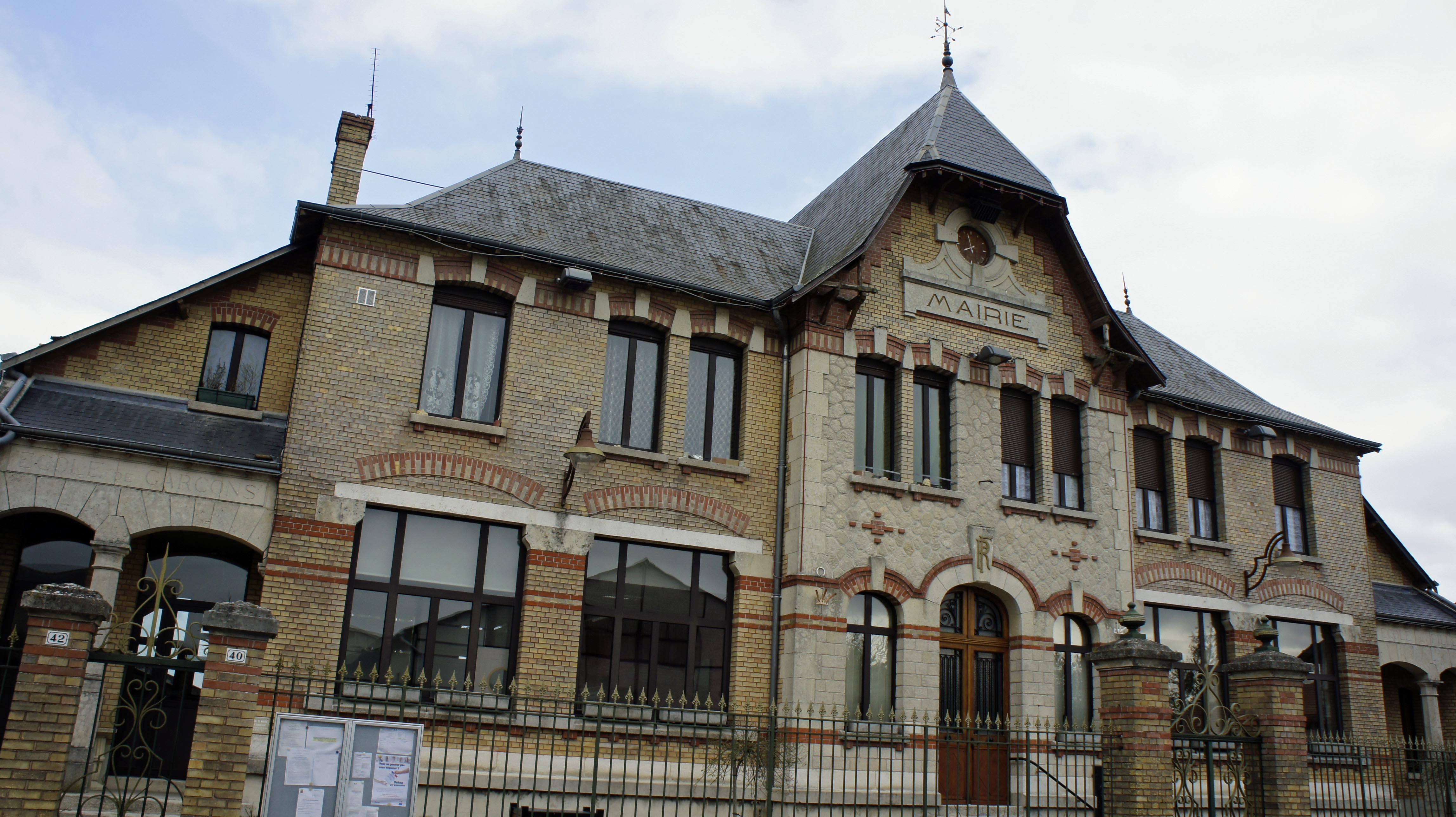
Mairie d'Acy-Romance.

- Village celtique à vocation agricole, occupé de 180 av. J.-C. à 20 ap. J.-C.
- Église Saint-Pierre d'Acy-Romance : dix objets mobiliers protégés au titre des monuments historiques.
  - Pierres tumulaires : derrière le maître-autel : « Cy dessous gist messire Philibert de Boutillan en son vivant seig[neur] dacy resson et de saint souplet qui terpassa le premier iour de mars de l'an mil cinq cent et onze[26] » sur une pierre blanche ; à droite du maitre autel, sur pierre noire, « cy gist Etienne Jean Joseph de Maugras seigneur d'Acy, st Etienne a Arnes, Avancon & decede en son château d'Acy le XV may MDCCXXXIII age de LXIII ».

### Personnalités liées à la commune
- Hugues Étienne de Romance (1699-1775), commandant de la Grande Écurie du roi, à Versailles, seigneur d'Acy-Romance.

### Héraldique
| Blason de Acy-Romance | Blason  | Écartelé : au 1er d'argent au lion de sable, au 2e et 3e d'azur semé de fleurs de lis d'or, et au canton d'argent, chargé d'une merlette de sable, au 4e de gueules à une quintefeuille d'argent (Rietstap, Europe). |
| Blason de Acy-Romance | Détails | Armes de la famille de Romance, derniers seigneurs d'Acy. Adopté le 24 mai 1991. |